# Kaiserswerth
Kaiserswerth ist ein am Rhein gelegener Stadtteil Düsseldorfs, der zum Stadtbezirk 5 gehört. Die frühere Reichsstadt wurde 1929 eingemeindet. Der ursprüngliche Ortsname war „Suitbertuswerth“.
Der Name Kaiserswerth leitet sich aus dem mittelhochdeutschen Wort werth für Insel her. Er bedeutet somit Kaiserinsel bzw. Insel des Kaisers.
Der Ortsteil gilt als „gehobene“ Wohnlage.

## Geografische Lage

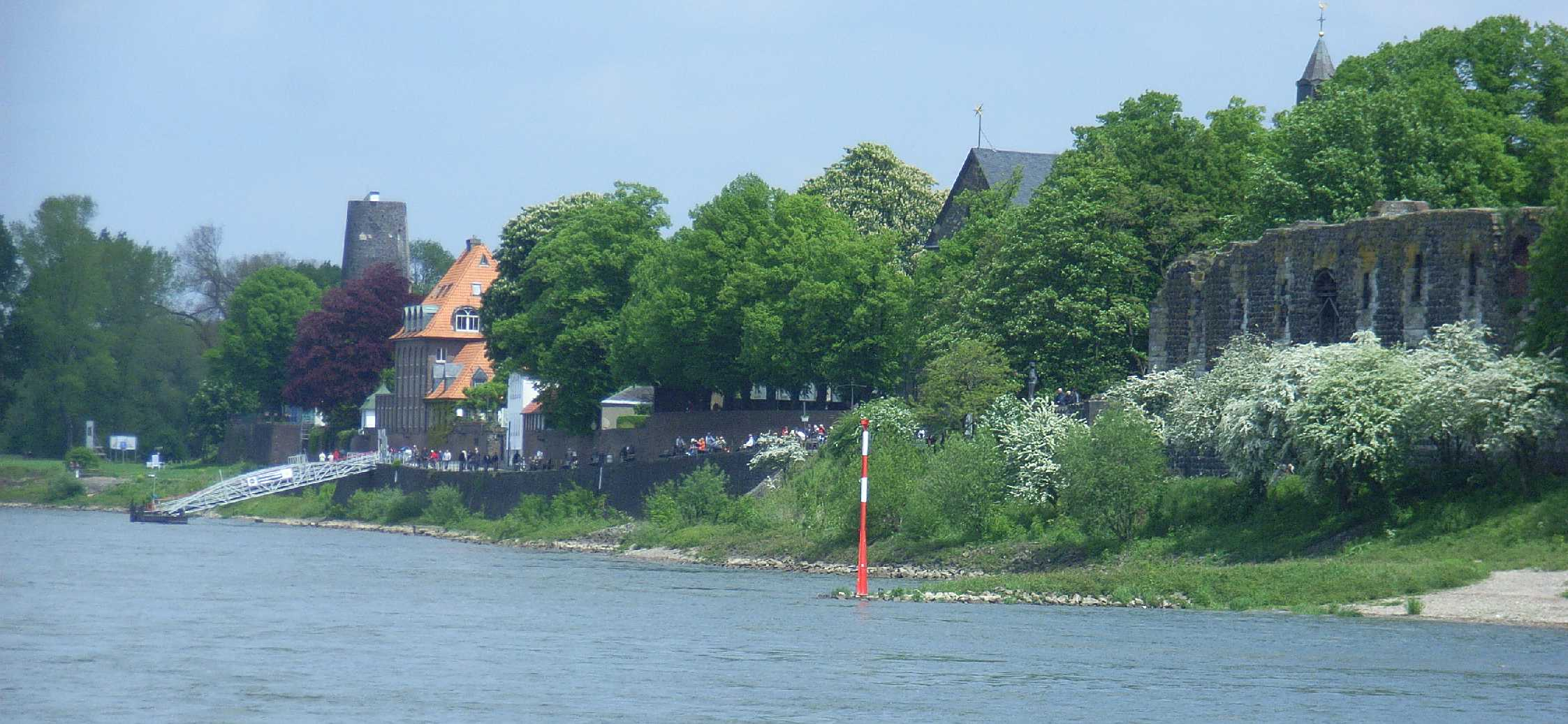
Rheinufer

Direkt am Rheinstrom und auf halbem Wege zwischen Düsseldorf und Duisburg liegt die ehemalige Reichsstadt Kaiserswerth. Der Rhein macht hier einen flachen Bogen, so dass der Fluss gut 13 Kilometer überblickt werden kann. Das 4,81 km² große Kaiserswerth liegt etwa 10 km vom Stadtzentrum Düsseldorfs entfernt und hat rund 8.100 Einwohner (Stand: 31. Dezember 2016). Nach der Besiedlungszeit ist Kaiserswerth der älteste urkundlich nachweisbare Stadtteil von Düsseldorf. Zusammen mit den Stadtteilen Angermund, Kalkum, Lohausen, Stockum und Wittlaer bildet Kaiserswerth heute den Düsseldorfer Stadtbezirk 5.

## Geschichte

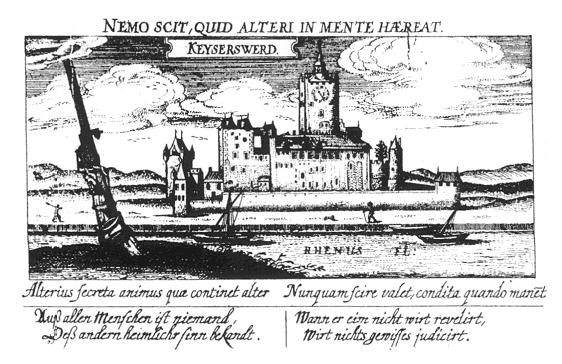
Keyserswerd, um 1630

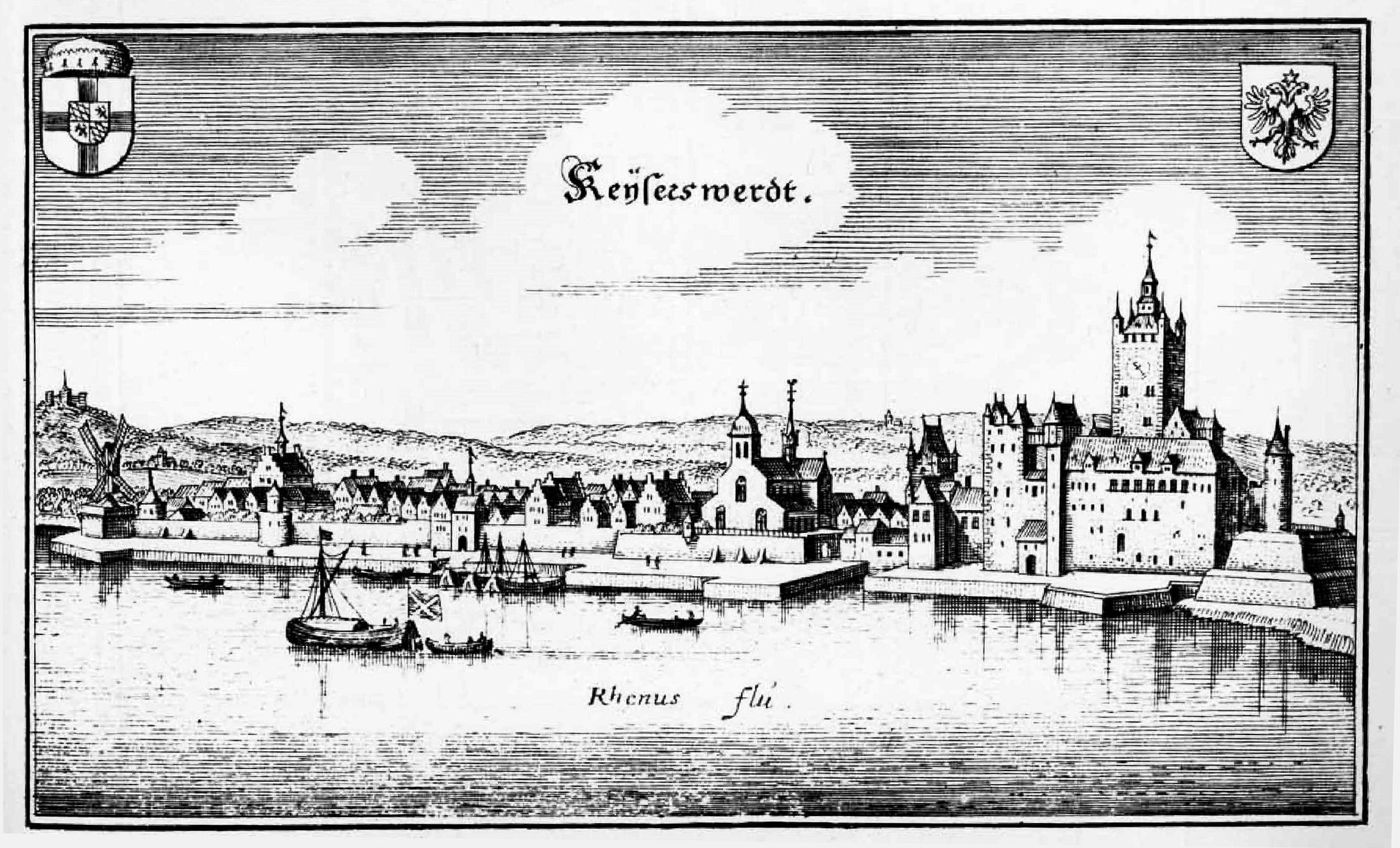
Keyserswerdt, 1646

### Vorgeschichte

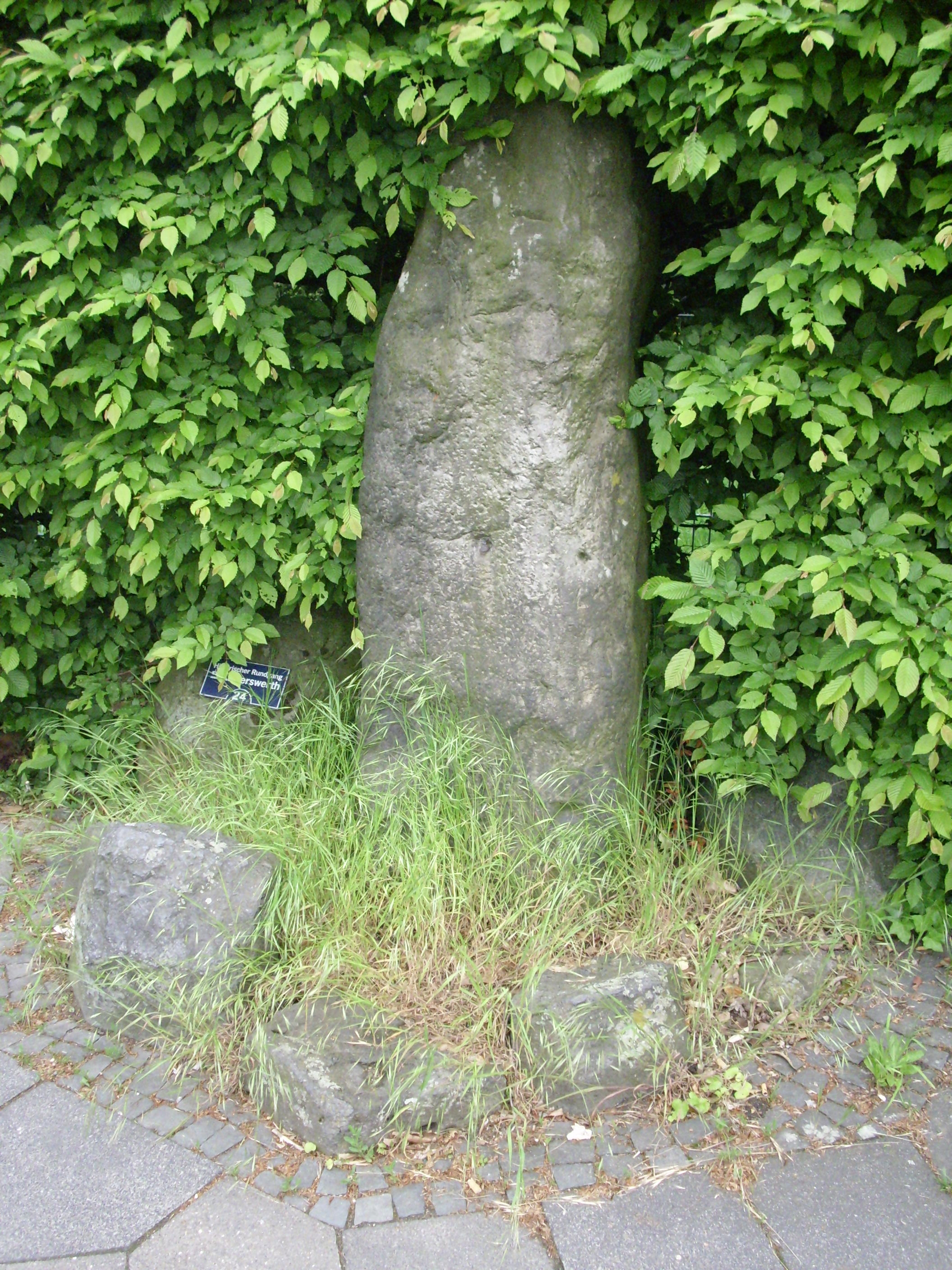
Der Kaiserswerther Menhir

Das älteste noch erhaltene Denkmal in Kaiserswerth und in Düsseldorf insgesamt ist, von einigen Bodenfunden abgesehen, der Kaiserswerther Menhir aus der Zeit von 2000 bis 1500 v. Chr.

### Mittelalter

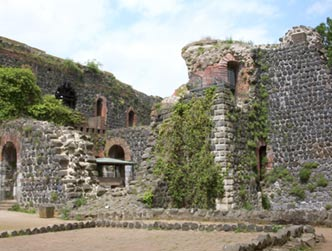
Ruine der Kaiserpfalz in Kaiserswerth

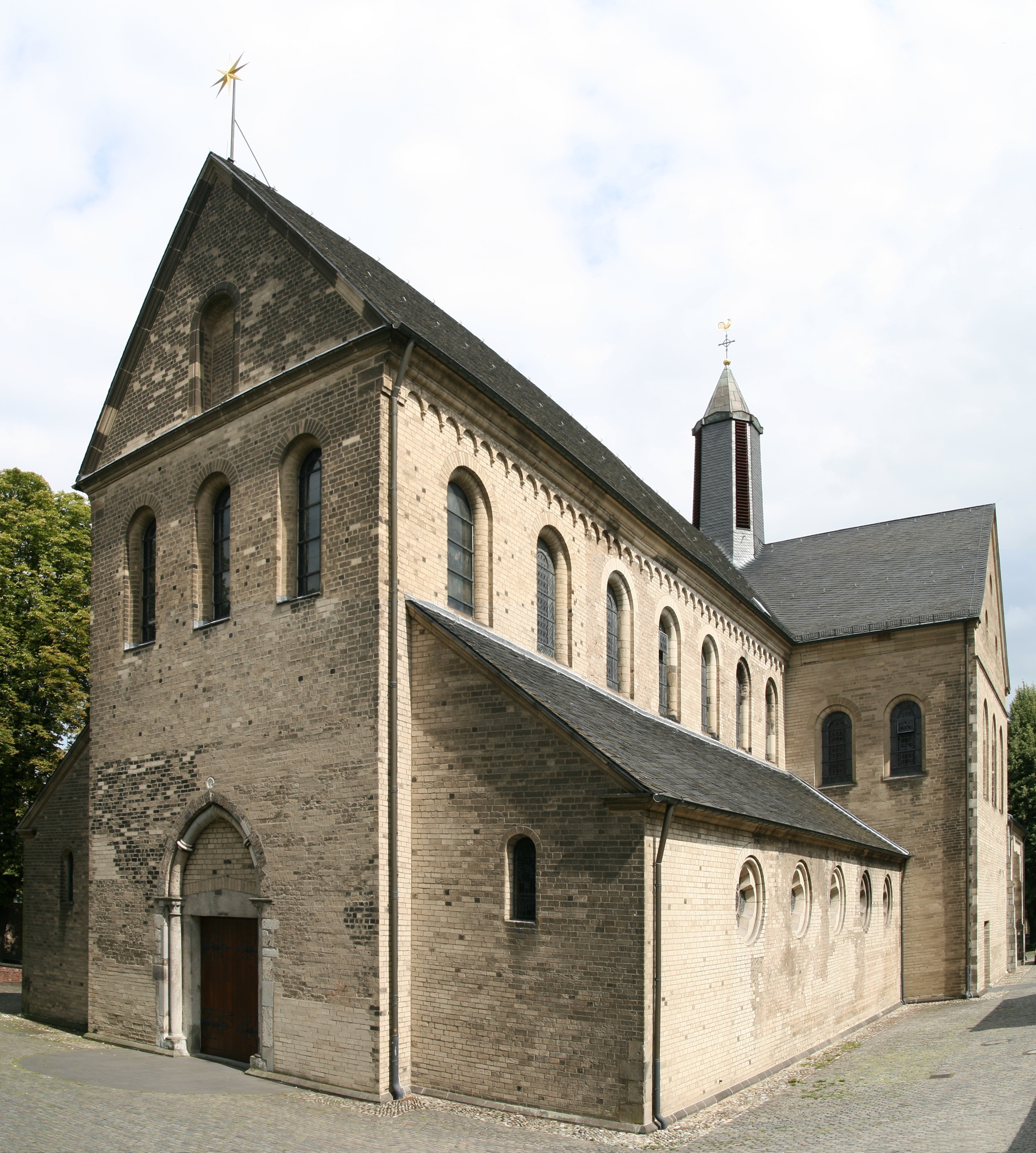
Rückansicht der Suitbertus-Basilika vom Rheinufer aus gesehen

Zwischen 695 und 700 gründete der Mönch Suitbert ein Benediktinerkloster auf einer dem Rhein vorgelagerten Insel, einem Werth, dem späteren Kaiserswerth, das jedoch 88 Jahre später wieder zerstört wurde. Diese Rheininsel, auf der der Fronhof Rinthausen lag, war dem Angelsachsen Suibertus vom fränkischen Hausmeier Pippin dem Mittleren geschenkt worden. Der angeführte Königshof wurde später schrittweise zu einer Burg umgebaut. Zudem war dies einer der ältesten Rheinübergänge, mit gutem Überblick über den Rhein. Für eine Festung war und ist dies eine günstige strategische Lage.
Nach der Zerstörung des Benediktinerklosters wurde das „Stift Kaiserswerth“ gegründet. Der König des Ostfränkischen Reiches Ludwig III. stellte 877 das Stift unter seinen Schutz und befreite dessen Kirchen und Güter von der normalen Gerichtsbarkeit sowie von allen Zöllen und öffentlichen Lasten. 1045 wurde die im Mittelalter weit bekannte Kaiserpfalz in Kaiserswerth von dem salischen Kaiser Heinrich III. gegründet. Beim „Staatsstreich von Kaiserswerth“ im Jahr 1062 entführte der Kölner Erzbischof Anno II. von Köln den noch minderjährigen deutschen König Heinrich IV. aus dieser Kaiserpfalz. Durch diesen Königsraub erlangte Anno bis zur Volljährigkeit von Heinrich IV. die Regentschaft über das Heilige Römische Reich.
1078 wurde nahe dem Kaiserswerther Menhir die Kirche St. Georg errichtet (1689 zerstört).
Im Jahre 1145 wurde Kaiserswerth Reichsstadt, als König Konrad III. die Einwohner unter seinen Schutz nahm.
1174 verlegte Kaiser Friedrich Barbarossa den Rheinzoll von Tiel (Holland) nach Kaiserswerth. Er baute eine neue Kaiserpfalz als mächtige Zollfestung. Diese mittelalterlichen Kaiserpfalzen waren kein ständiger Wohnsitz des Kaisers, sondern wurden von ihm auf seinen Reisen durch das Reich besucht. Er regierte das Reich „vom Pferd aus“. Die heutigen Mauerreste stammen von dieser staufischen Pfalz ab. Dass die Pfalz im Jahr 1189 noch nicht vollendet war, belegt ein Brief, den Friedrich Barbarossa auf seinem zweiten Kreuzzug aus Philippopolis an seinen Sohn Heinrich schrieb und ihm auftrug, für die Fertigstellung und Bewachung der Bauten in Kaiserswerth und Nimwegen zu sorgen.
In einer Urkunde von 1193 wurde dem Stift Kaiserswerth von Kaiser Heinrich VI. sowohl die Immunität wie auch der Reichsforst Aap und die Berechtigung, die Waldgrafen für viele Gemarkungen zwischen der Ruhr und der Düssel zu ernennen, bestätigt. Neben vielen weiteren wurden auch die Gemarkungen Ratingen, Stockum, Flingern und Derendorf angeführt. Damit wurden Pfründen bestätigt, die bereits Pippin der Mittlere an das Stift vergeben hatte.
Im staufisch-welfischen Thronstreit hielt Kaiser Otto IV. hier hochrangige Gefangene fest. Zu deren Befreiung belagerte Graf Adolf III. von Berg die Pfalz mehrmals zwischen 1213 und 1215. Gegen Ende des 11. und Anfang des 12. Jahrhunderts begann der alte Rheinarm, die Fieth, zu verlanden. Zur Erstürmung der Befestigung konnte deshalb ein Damm errichtet werden. Hierdurch wurde einer der beiden Rheinarme umgelenkt und fiel trocken. Damit verlor auch die Festung Kaiserswerth ihre Insellage und konnte eingenommen werden.
1237 wurde die erweiterten Basilika St. Suitbertus neu geweiht. Deren Kirchturm ließ schon 1243 der Burggraf aus strategischen Gründen wieder abtragen. Zwischen 1247 und 1249 belagerte König Wilhelm von Holland Kaiserswerth. Nach der Schwächung des deutschen Kaisertums wurde Kaiserswerth dann 1273 durch König Rudolf I. an den Kölner Erzbischof verpfändet. Diese Verpfändung galt aber nur für die Kaiserpfalz und die Stadt. Der Rheinzoll war ausdrücklich nicht in der Verpfändung enthalten.
Es folgten weitere Verpfändungen durch König Adolf von Nassau 1293 und König Albrecht I. 1298. Grund dieser Verpfändungen waren die Erstattung der Wahl- und Krönungskosten, die der jeweilige Erzbischof von Köln für die neuen Könige übernommen hatte. Letztere Verpfändung von 1298 für den Besitz der Burg in Kaiserswerth wurde vom deutschen König Albrecht I. in einer Urkunde vom 28. „Erntemonat“ an Kurköln bestätigt. Durch Zahlung von 36.000 Mark wäre König Albert berechtigt gewesen, die Verpfändung von 1298, die neben den Orten Kaiserswerth, Sinzig und Dortmund auch den Rheinzoll in Kaiserswerth beinhaltete, wieder auszulösen. Der Burggraf in Kaiserswerth zu dieser Zeit (1298), Edelherr Ludwig von Sonneberg, war anfangs nicht bereit, Kaiserswerth mit der Zollstätte freiwillig an den Erzbischof Wigbold von Köln zu übergeben. König Albert fordert deshalb 1298 die Grafen von Berg, Geldern, Mark, Jülich und Kleve schriftlich dazu auf, den Erzbischof bei der Übernahme von Kaiserswerth zu unterstützen. Der Burggraf übergab daraufhin Kaiserswerth an den Erzbischof.

Es folgten weitere Verpfändungen des Rheinzolls von Kaiserswerth an die Grafen von Berg und von Kleve. 1397 kam es zu einem Streit um eine Rente für die Grafen von Berg aus dem Zoll von Kaiserswerth. Dieser Streit führte zur Schlacht von Kleverhamm, die die Grafen von Mark und Kleve gewannen. 1424 verkaufte Graf Gerhard von der Mark, der die Pfandschaft Kaiserswerth 1413 durch eine Erbteilung mit seinem Bruder Adolf II. von Kleve-Mark erhalten hatte, die Zollstätte für 100.000 Gulden an Erzbischof Dietrich von Köln. 

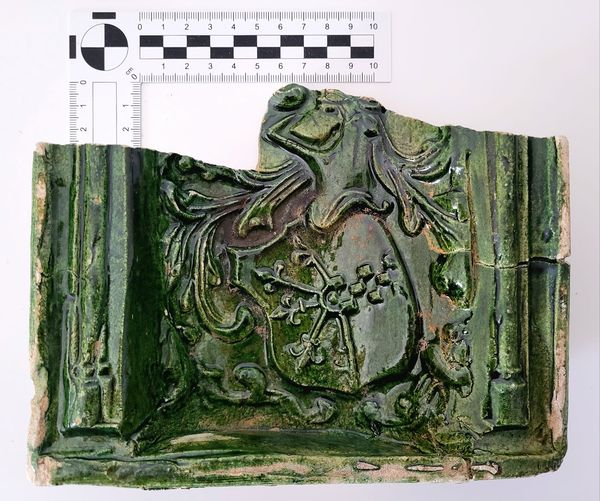
Nieschenkachelfragment mit Wappen Cleve-Mark aus Kaiserswerth (zweite Hälfte des 15. Jhs./Bodenfund aus Kaiserswerth)

1454 einigte man sich urkundlich darauf, dass der Graf von Cleve und Mark „an der helffte an burch, stadt, zoll, vayden ind allre ander guiden renten ind herlicheyden zu Keyserswerden syn leven lanck ungehindert blyuen“ sollte. Im Jahr 1462 ging Kaiserswerth dann vollständig an das Erzbistum Köln über und wird ab diesem Zeitpunkt auch als kölnische Landstadt aufgeführt.
Im September 2022 konnte in Kaiserswerth, unterhalb des großen Bruchstücks, einer mit dem Herrscherwappen der Herzöge von Kleve-Mark verzierten Ofenkachel des 15. Jhs., eine noch 8,1 cm hohe Statuette geborgen werden. Die aus einem sehr feinen und bildsamen Ton im spätgotischen Stil ausgeformte Figur trägt als Attribut das Modell eines Turms in der linken Hand. Es handelt sich um die Darstellung der heiligen Barbara von Nikomedien, die zu den vierzehn christlichen Nothelfern gehört. Die Statuette wurde im letzten Viertel des 15. Jhs. in einer „Bilderbäcker-Werkstatt“ hergestellt, die 1978 nördlich der Kölner Dombaustelle, in ihren Resten ergraben werden konnte. Die Statuette gelangte vermutlich im Verlauf einer Pilgerreise von Köln nach Kaiserswerth. Im Verlauf des ersten Drittels des 16. Jhs. wurde das Heiligenbild zusammen mit weiteren Devotionalien und einem rund gewundenen Pilgerhorn aus Ton entsorgt. Dabei brach der Kopf der Statuette ab und ging verloren. Die Figur ist vermutlich nach einem größeren spätgotischen Vorbild aus Stein oder Holz gearbeitet worden. Bislang sind neben dem Kaiserswerther Fundbeleg noch drei weitere Ausführungen dieser Figur bekannt. In einem Bestandbuch des Victoria & Albert Museums in London befindet sich eine Schwarz-Weiß-Fotografie aus der Zeit um 1905, die eine vollständig erhaltene Abforumg der Figur zeigt. Es ist bislang nicht bekannt, ob die abgebildete Figur heute noch existiert. Neben dem Fragment aus der Kölner Werkstatt, das ein Teilstück der Schulter- bis zur Hüftpartie überliefert, ist ein weiteres Exemplar der Figur, mit abgebrochenen Kopf und deutlich beschädigter Oberfläche, auf einer Abraumdeponie im Umland der Stadt Köln aufgelesen worden. Das dritte Vergleichsstück wurde im Jahr 2021 im Verlauf einer archäologischen Grabung des Landschaftsverbandes Rheinland im Braunkohlerevier Hambach geborgen. Auch an dieser Figur ist der Kopf verloren gegangen und die Oberfläche deutlich beschädigt worden. Die Statuette aus dem Tagebaugebiet wurde durch den Landschaftsverband Rheinland im Dezember 2023 als „Fund des Monats“ vorgestellt.

Das Fragment der Wappenkachel und die kleinformatige Heiligenfigur aus Kaiserswerth, sind seltene und ausdrucksstarke archäologische Zeugnisse, die herrschaftliche Beziehungen und die Praxis des gelebten Glaubens, in der Niederrheinischen Stadt am rechten Niederrhein, am unmittelbaren zeitlichen Übergang vom späten Mittelalter in die frühe Neuzeit dokumentieren.

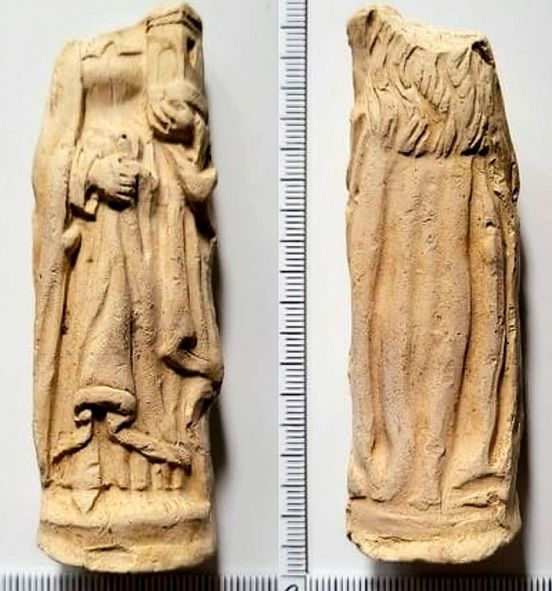
Eine 2022 in Kaiserswerth geborgene spätmittelalterliche Statuette der heilgen Barbara aus Pfeifenton

Der Kölner Kurfürst baute nun Kaiserswerth zu einer mächtigen Festung aus, die im 16. Jahrhundert zu einer modernen Schutzanlage mit fünf Bastionen ausgebaut wurde. Der nach der weitgehenden Verlandung des Rheinarmes zwischen Stadt und rechtem Festland Anfang des 14. Jahrhunderts angelegte Stadtgraben wurde nun nicht mehr benötigt und das Gelände 1575 aufgeteilt und verpachtet.
Von 1424 bis 1772 gehörte Kaiserswerth mit dem Rheinzoll, von kurzen Unterbrechungen abgesehen, zum Kurfürstentum Köln.

#### Stadt Kaiserswerth
Für die Erhebung von Kaiserswerth zu einer Stadt gibt es, wie beispielsweise mit 1288 für Düsseldorf, kein genaues einzelnes Datum. Die Kriterien für eine Stadt im Mittelalter waren: Selbstverwaltungsrecht, Freiheitsrechte für die Bürger, Handels- und/oder Gewerbetätigkeit über den Nahbereich hinaus und eine Befestigung. Für diese Kriterien gab es für Kaiserswerth diverse Daten. Die bereits für 1145 von König Konrad III. erfolgte Bestätigung der Zollfreiheit für alle Orte, die diese aufsuchten, betraf dem König unterstehende Leute und auch die Personen des Stifts mit den Händlern. Allerdings wurde zu diesem Zeitpunkt in der Bestätigung noch in der Rechtsstellung zwischen den Leuten des Königs und denen des Stiftes mit den Händlern unterschieden. Da es aber zudem eine Bestätigung war, muss die ursprüngliche Zusage älteren Datums sein. Es wird vermutet, dass diese von König Heinrich V., Regierungszeit 1106–1125, oder möglicherweise auch noch früher erteilt wurde. Um die Wende vom 12. zum 13. Jahrhundert wurden den Bewohnern von Kaiserswerth erste Selbstverwaltungsrechte zugestanden, die von König Friedrich II. 1219 und 1220 durch zwei Mandate für die Bildung eines Zwölfergremiums, für die Beurkundung von Kauf- und Handelsgeschäften und der Wahl eines Marktmeisters, erweitert wurden. 1279 kann erstmals ein Rat nachgewiesen werden, der aber möglicherweise bereits einige Jahrzehnte vorher erstmals gebildet worden war. Durch diese Ernennung eines Rates dürfte die „Stadtwerdung“ erfolgt gewesen sein. Von einem ersten Rathaus an der Pisterstraße berichtet eine Quelle von 1418. Vermutlich war dieses jedoch schon im späten 14. Jahrhundert errichtet worden.
Die erste „Blütezeit“ der Stadt ging Ende des 13. Jahrhunderts aber bereits zu Ende, da zu dieser Zeit viele Verpfändungen des Rheinzolls an unterschiedliche Erwerber erfolgten. Dieser Zoll war, wie bereits angeführt, als Reichszoll von Kaiser Barbarossa zu Beginn der zweiten Hälfte des 12. Jahrhunderts nach Kaiserswerth verlegt worden. Durch die Verpfändungen wurden die Bindungen für die Pfandzeiten zum Reich gelockert, da die Pfandgeber durch ihre eigenen politischen Einflüsse die Bedingungen in der Reichsstadt veränderten. Dies dürfte aber für Handel und Wandel nicht von Vorteil gewesen sein. Allerdings erlangten die Kaiserswerther in der ersten Hälfte des 14. Jahrhunderts noch einige zusätzliche Privilegien. 1348 erhielten sie von Graf Gerhard von Berg spezielle Zollbefreiungen für die Grafschaft Berg. Graf Wilhelm II. von Berg bestätigte 1361 die erlangten bürgerlichen Freiheiten. Diese waren auch im Pfandvertrag von 1424 enthalten, als Kaiserswerth von Kurköln wieder durch Pfand, und nun aber für längere Zeit, erworben wurde. 1431 erteilte Herzog Adolf von Jülich-Berg Zollbefreiungen im Bereich des berger Amtes Angermund. Durch die Machtübernahme der Kölner Erzbischöfe war Kaiserswerth nun eine rechtsrheinische Enklave von Kurköln, wodurch die Bedingungen für den Handel erneut nicht günstig waren.
1532 wurde für die Stadt Kaiserswerth nur ein Steueraufkommen von 150 Goldgulden erreicht. Man lag im Zollaufkommen an letzter Stelle der Kurkölner Städte und damit noch unter dem von Zons.

### Neuzeit
Während des Truchsessischen Krieges belagerten 1586 Söldnertruppen die Stadt. Erneut wurde Kaiserswerth während des Dreißigjährigen Krieges im Jahre 1636 belagert.
1591 wurde der spätere Barockdichter Friedrich Spee von Langenfeld, der als Jesuit zu einem der wichtigsten Gegner der Hexenverfolgung seiner Zeit werden sollte, als Sohn eines adligen Beamten in Kaiserswerth geboren.
Im Jahre 1654 wurde auf Druck des Kölner Erzbischofs ein Kapuzinerkloster gegründet.
1656 beschädigte eine Pulverexplosion das Pfalzgebäude erheblich. 1689 wurden die Festung und die Kirche im Krieg durch die französischen Truppen Ludwig XIV. schwer beschädigt. Ein kaiserliches Heer belagerte Kaiserswerth und eroberte es zurück. Die Stadt wurde hierbei schwer beschädigt. Die Kirche des Heiligen St. Georg wurde zerstört.

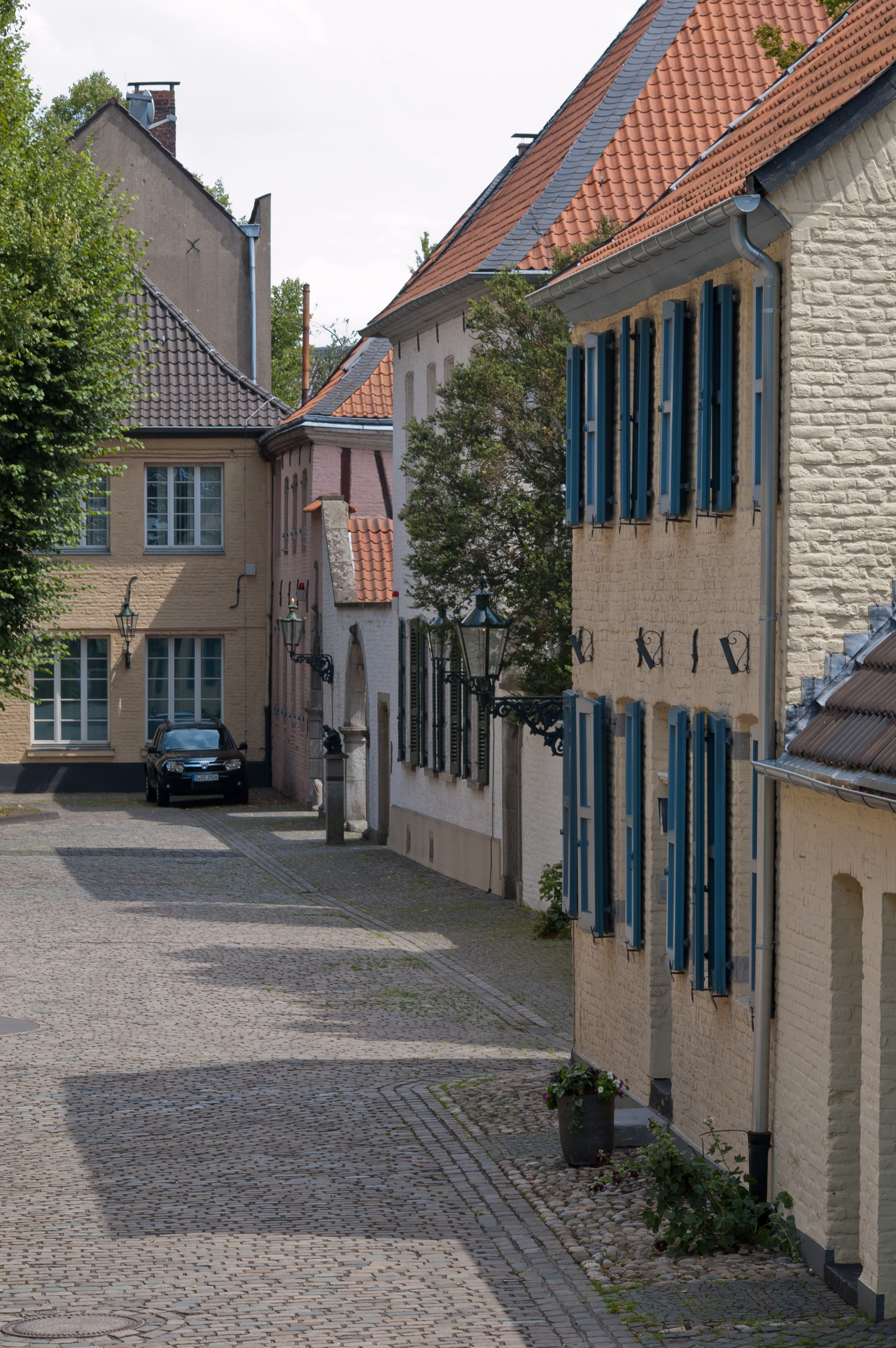
Hausfassaden auf der südlichen Seite des Suitbertus-Stiftsplatzes

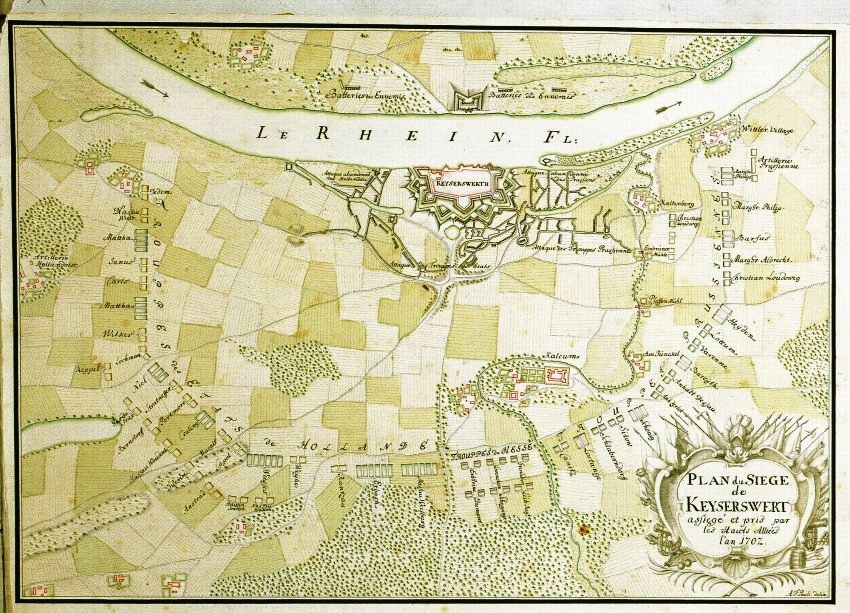
Belagerung von Kaiserswerth (1702)

Zu schwersten Zerstörungen kam es 1702 im Spanischen Erbfolgekrieg. Die Festung wurde abermals von französischen Truppen besetzt. Nach zweimonatiger Belagerung, in deren Verlauf die Festung fast völlig zerstört wurde, eroberten die verbündeten Reichstruppen Hollands und Preußens Kaiserswerth unter Kurfürst Johann Wilhelm II. wieder zurück. Durch die Kämpfe wurde die Stadt bis auf wenige Häuser vollkommen zerstört und die Pfalz von den Siegern gesprengt. Bis 1711 dienten die Trümmer als Steinbruch zum Wiederaufbau der Stadt. Seitdem ist die Pfalz eine Ruine. Erst 1717 war die Stiftskirche wieder aufgebaut.
1762/1772 kam Kaiserswerth durch ein Urteil des Reichskammergerichts an die Kurpfalz. Diese hob das Niederlassungsverbot für evangelische Christen auf. Hierauf gründeten evangelische Unternehmer aus Krefeld mehrere Textilfabriken. Hierdurch verbesserte sich nicht nur die wirtschaftliche Situation des Ortes, sondern es kam auch zur Neugründung einer lutherischen (1777) sowie einer reformierten Gemeinde (1778). Diese errichtete zwischen 1790 und 1811 eine Pfarrkirche mit Pfarrhaus und Schule. Nach zwei schweren Überschwemmungen 1784 und 1795 (den sogenannten „Eiswasserfluthen“) wurde 1794–1799 durch die Anlage der Kaiserpfalz der Hochwasserdamm gelegt.
Im 19. Jahrhundert war Kaiserswerth durch die von Theodor Fliedner gegründete Diakonissen-Anstalt berühmt geworden, in der u. a. 1849 Florence Nightingale ausgebildet wurde.
Das Klinikum Florence Nightingale ist heute Düsseldorfs größtes Krankenhaus, wenn man von der Universitätsklinik am anderen Ende der Stadt absieht.
In den Jahren 1899–1908 wurden die Mauerreste der Kaiserpfalz erstmals restauriert. Weitere Instandsetzungen der Kaiserpfalz wurden in den Jahren 1967–1974 und 1998–2001 durchgeführt.
Im Ersten und Zweiten Weltkrieg wuchs Kaiserswerth zu einer umfangreichen Lazarettstadt. Zwischen 1933 und 1945 diente die Pfalz der Hitlerjugend als Gedenkstätte. Vom September 1944 bis zum Kriegsende befand sich die Luftschutz-Warnzentrale für das Rhein- und Münsterland (Luftgaukommando VI / Münster) im Hochbunker und unter der Brücke, welche vom Klemensplatz zum Kaiserswerther Markt führt.
1929 wurde die Stadt Kaiserswerth aufgrund des Gesetzes zur Neugliederung des rheinisch-westfälischen Industriegebietes von Düsseldorf eingemeindet, womit die Geschichte Kaiserswerths als eigenständiger Kommune endete. Kaiserswerth gehört heute zu den Stadtteilen Düsseldorfs mit der höchsten Kaufkraft.

### Wappen
Blasonierung: In Gold ein doppelköpfiger rotbezungter schwarzer Adler, belegt mit einem Brustschild, darin ein schwarzes Kreuz auf silbernem Grund.
Beschreibung: Kaiser Friedrich Barbarossa ließ 1174 die Kaiserpfalz bauen, um die herum sich die Stadt entwickelte. Heute steht nur noch eine Ruine der ehemaligen Zollfestung. Aus diesem Grunde findet man den Reichsadler als Hauptbestandteil im Wappen. Der Adler ist bereits seit dem 13. Jahrhundert auf dem Siegel der ehemaligen Stadt zu sehen. Der Brustschild zeigt das kurkölnische Kreuz des Kurfürstentums Köln, zu dem die Stadt von 1424 bis 1762 gehörte.

### Juden in Kaiserswerth
Über die Geschichte der Juden in Kaiserswerth ist nur wenig bekannt. Man weiß jedoch, dass es um 1900 Juden in wichtigen Funktionen, angesehenen Berufen und auch als Gebäudeeigentümer gab. Das Handbuch des Erzbistums Köln von 1905 verzeichnet für den Kaiserswerther Pfarrbezirk 22 „Israeliten“.
Schon vor dem Ersten Weltkrieg wurde der Gebetsraum im alten Zollhaus aufgegeben. In der Folge soll es einen Gebetsraum in einem Anbau zum alten Rathaus gegeben haben. Dieser wurde jedoch im Zweiten Weltkrieg zerstört. An dieser Stelle befindet sich heute ein Kaufhaus.
Deutlichstes Zeichen früheren jüdischen Lebens in Kaiserswerth ist der kleine, etwas versteckt gelegene, aber gepflegte jüdische Friedhof (erstmals erwähnt 1760). Die Grabsteine lassen erkennen, dass bereits vor 1933 viele jüdische Bürger Kaiserswerth verlassen haben. Die Ursachen sind unbekannt. Das Handbuch des Erzbistums Köln von 1933 verzeichnet für den Kaiserswerther Pfarrbezirk 10 „Israeliten“.
Es existieren einige wenige Stolpersteine am Kaiserswerther Markt und der Alten Landstraße.
Über das Gelände der Kaiserswerther Diakonie führt die seit 2003 benannte Geschwister-Aufricht-Straße, welche an zwei von den Nazis verfolgte Diakonissen jüdischer Herkunft erinnert: Erna (Ernestine) (* 13. Januar 1882 Budapest) und Johanne Aufricht (* 10. August 1876 Preßburg/Ungarn). Erna Aufricht wurde am 19. Oktober 1944 im KZ Auschwitz ermordet, ihre Schwester überlebte das KZ Theresienstadt und kehrte im Sommer 1945 nach Kaiserswerth zurück, wo sie bis zu ihrem Tod am 18. August 1963 zurückgezogen lebte.

## Verkehrswege

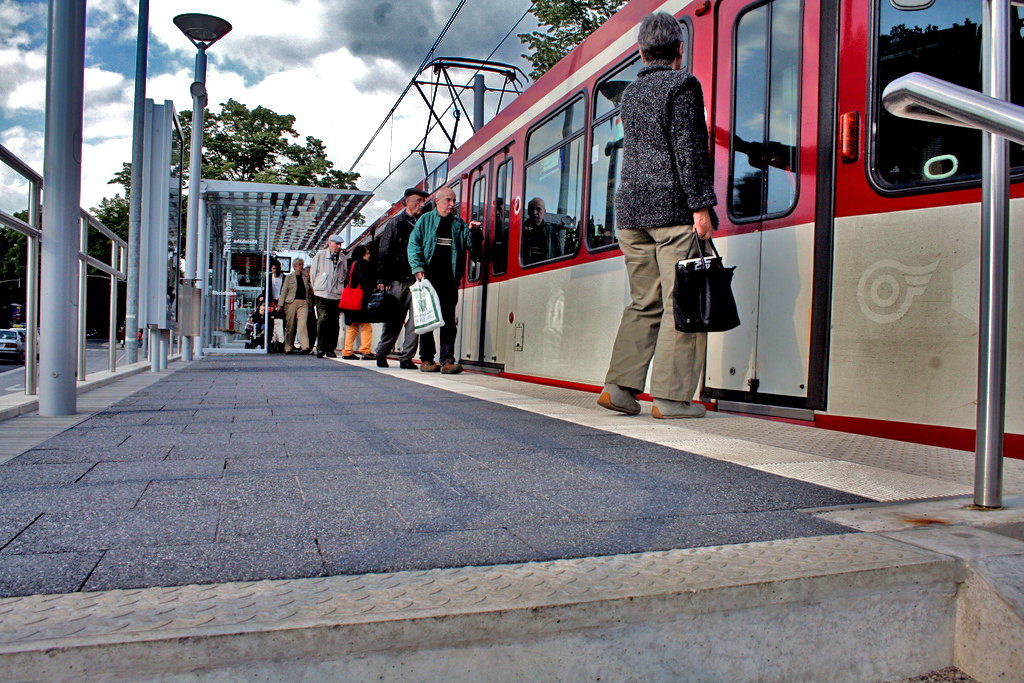
U 79 in der Haltestelle Klemensplatz

Die Stadtbahnlinie U 79 (ehem. D-Bahn) der Rheinbahn AG und der Duisburger Verkehrsgesellschaft AG verbindet Kaiserswerth mit Düsseldorf und Duisburg-Meiderich. Ferner gibt es Busverbindungen nach Ratingen, Mettmann und zum Düsseldorfer Flughafen. Die zentrale Haltestelle in Kaiserswerth heißt Klemensplatz.
Kaiserswerth wird von Nord nach Süd von der vielbefahrenen Bundesstraße 8 durchschnitten, die als wichtigste Straße Duisburg und den Stadtteil Wittlaer mit der Innenstadt verbindet. Als schnelle Anbindung in die Innenstadt steht auch die Schnellstraße B 8n zur Verfügung.
Über den Rhein existiert eine Fährverbindung zum Meerbuscher Ortsteil Langst-Kierst für Fahrzeuge und Fußgänger.
Des Weiteren existiert ein Schiffsanleger, der von Ausflugsschiffen der Weissen Flotte von und zur Altstadt genutzt wird. Die Schiffslinie stellt gleichzeitig eine weitere Verbindung nach Meerbusch dar (Anlegestelle Mönchenwerth, Ortsteil Büderich) und dem dort unmittelbar angrenzenden Stadtteil Düsseldorf-Lörick.

## Bildung und Kultur

### Schulen
Kaiserswerth besitzt fünf Schulen:

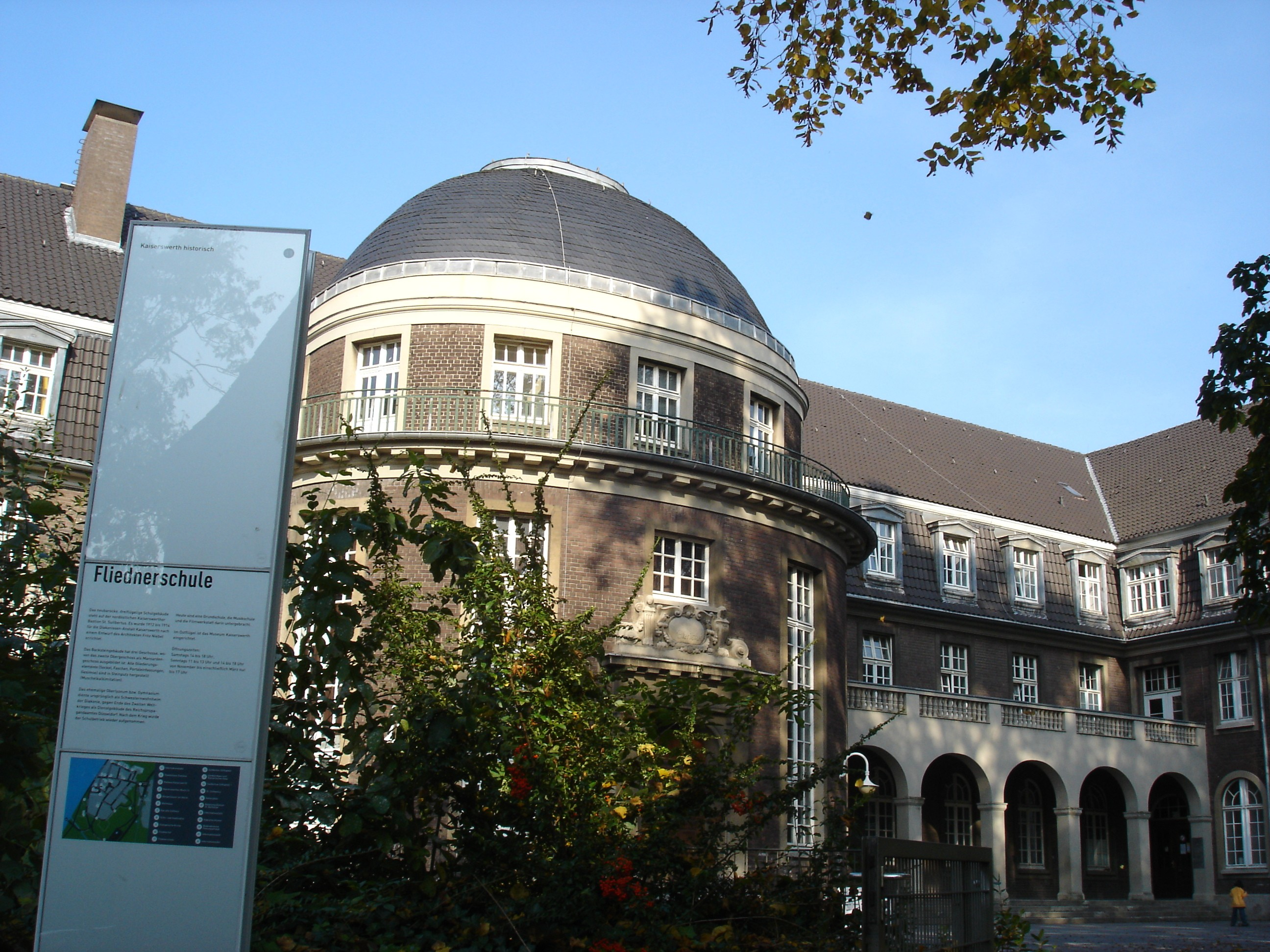
Grundschule Kaiserswerth

- Grundschule Kaiserswerth Städtische Gemeinschaftsgrundschule mit Montessori-Zweig, seit 30. August 1982 im Westflügel des Alten Lyzeums von 1914 auf der Bastion an der Fliednerstraße 32, mit (2009) 315 Schülern, 12 Klassen und 16 Lehrern, sowie vier private Schulen, die auch viele Schüler aus anderen Düsseldorfer Stadtteilen, Duisburg, Ratingen und Meerbusch anziehen:
- Theodor-Fliedner-Gymnasium (benannt nach dem Gründer der Kaiserswerther Diakonie), seit 1953 in der Trägerschaft der Evangelischen Kirche im Rheinland; 1908/09–1928, 1925–1942 und seit 1950 auf der Kalkumer Schloßallee[31]
- Erzbischöfliches Suitbertus-Gymnasium Düsseldorf der Erzdiözese Köln der Römisch-katholischen Kirche in Deutschland neben der Kaiserpfalz
- International School of Düsseldorf e. V. (Internationale Schule Düsseldorf) in der Trägerschaft privater Einzelpersonen, mit einer Senior School (weiterführende Schule) und einer Elementary School (Grundschule) auf der Niederrheinstraße 336 und 323, Schulsprache ist Englisch[32]
- Berufskolleg Kaiserswerther Diakonie, eine staatlich genehmigte Privatschule mit beruflichem Gymnasium sowie einer der ältesten Erzieherschulen in Deutschland, die sich auf Berufe im Sozial- und Gesundheitswesen spezialisiert hat.[33]

Ein besonderer Fall war das zur Kaiserswerther Diakonie gehörende „Theodor-Fliedner-Internat“, das seit 1954 existierte. Die bis zu 85 Schüler wohnten und lebten auf einem 9000 m² großen Gelände. Ende Juli 2021 stellte das Internat seinen Betrieb ein und in den Gebäudekomplex zogen verschiedene andere Dienste der Kaiserswerther Diakonie ein.

### Hochschulen
Am 14. Oktober 2011 wurde die Fliedner Fachhochschule Düsseldorf, ein Tochterunternehmen der Kaiserswerther Diakonie, feierlich eröffnet. Seit dem Wintersemester 2011/12 können dort Bachelor- und Masterstudiengänge im Bereich Gesundheit, Ausbildung und Soziales belegt werden.

### Bibliothek
In Kaiserswerth gibt es einen Standort der Stadtbüchereien Düsseldorf. Dieser ist für den gesamten Düsseldorfer Norden zuständig. Es existieren etwa 25.500 Medien, einschließlich einer Kinder- und Jugendbibliothek.
In den Räumen finden regelmäßige Ausstellungen Düsseldorfer Künstler statt. Daneben veranstaltet der Standort u. a.
- Autorenlesungen
- Multimedia-Vorführungen
- Theater und Kabarett
- Einführungen für Schulklassen und Gruppen

### Museen
Folgende Museen befinden sich in Kaiserswerth:
- Das Museum Kaiserswerth des Heimat- und Bürgerverein Kaiserswerth e. V. über die Geschichte Kaiserswerths, seit 1991 im Ostflügel des Alten Lyzeums an der Fliednerstraße 32.[36]
- Das Pflegemuseum der Fliedner-Kulturstiftung in 15 Räumen im ehemaligen Schwesternkrankenhaus Tabea (Gebäude von 1903) mit einer umfangreichen Sammlung zur Geschichte der Diakonie und der Krankenpflege[37] sowie einer völkerkundlichen Sammlung, deren bekanntestes Stück eine original ägyptische Mumie („Kaiserswerther Mumie“) ist.
- Das Kunstarchiv Kaiserswerth, wo Werke des Malers Bruno Goller und der Fotokünstler Bernd und Hilla Becher gezeigt werden.[38]

## Wanderwege
- SGV-Weg „X17“ Kaiserswerth–Werdohl
- SGV-Weg „D“ Kaiserswerth–Benrath

## Persönlichkeiten

### Söhne und Töchter
- Friedrich Spee von Langenfeld (1591–1635), Jesuit, Moraltheologe, Lyriker und Schriftsteller
- Heinrich Schmitz (1749–1784), Kupferstecher, Radierer und Zeichner sowie Hochschullehrer an der Kunstakademie Düsseldorf
- Josef van Endert (1834–1885), katholischer Theologe, Pädagoge, Schulrat und Publizist
- Theodor von der Beek (1838–1921), Porträt- und Genremaler der Düsseldorfer Schule
- Engelbert Kayser (1840–1911), Zinngießer, künstlerischer Leiter der Firma Kayserzinn
- Wilhelm Sültenfuß (1844–1924), Architekt
- Hans Rudolf Ranke (1849–1887), Chirurg
- Johann Vaillant (1851–1920), Erfinder des Badeofens, Gründer der Vaillant-Unternehmensgruppe
- Rudolf Albert Becker-Heyer (1862–1928), Maler, Illustrator und Radierer
- Hermann Bahner (1867–1938), Landschaftsmaler
- Till Eulenberg (1906–1976), Verleger
- Miriam Etz (1914–2010), Malerin und Pionier der Bikini-Mode in Brasilien
- Hann Trier (1915–1999), Maler des Informel, Aquarellist und Grafiker
- Winfred Gaul (1928–2003), Künstler
- Heike Roesner (* 1959), Bildende Künstlerin, Malerin, Musikerin
- Wilhelm Droste (* 1960), Politiker
- Hella Santarossa (* 1949), bildende Künstlerin, Malerin, Glaskünstlerin, geborene Derix

### Mit Kaiserswerth in Verbindung stehende Persönlichkeiten
- St. Suitbertus (* um 637; † 713), angelsächsischer Mönch, kam um 700 von England nach Kaiserswerth, wo er starb, seine Reliquien werden in der Basilika von St. Suitbertus aufbewahrt
- St. Willeicus († um 726), Nachfolger Suitberts als Abt des Klosters Kaiserswerth
- Caspar Ulenberg (1548–1617), katholischer Theologe und Verfasser vielseitiger Kirchenlieder
- Josias Habrecht (1552–1575), Uhrmacher
- Friederike Fliedner (1800–1842), Lehrerin und Krankenpflegerin
- Theodor Fliedner (1800–1864), evangelischer Pfarrer und Gründer der Diakonissenanstalt Kaiserswerth
- Florence Nightingale (1820–1910), englische Pionierin der Krankenpflege, besuchte 1850 und 1851 die Diakonissenanstalt Kaiserswerth
- Julius Disselhoff (1827–1896), Direktor Diakonissenanstalt Kaiserswerth und Autor
- August Friedrich Georg Disselhoff (1829–1903), Pfarrer und Dichter von „Nun ade, du mein lieb Heimatland“
- Aloys Dauzenberg (1831–1907), katholischer Pfarrer, Reichstagsabgeordneter und Ehrenbürger von Kaiserswerth
- Heinrich Petersen-Flensburg (1861–1908), Landschafts- und Marinemaler, lebte und starb in Kaiserswerth
- Wilhelm Degode (1862–1931), Landschaftsmaler und Fotograf, lebte seit 1895 und starb in Kaiserswerth (siehe auch Degodehaus)
- Cornelius Wagner (1870–1956), Landschafts- und Marinemaler
- Herbert Eulenberg (1876–1949), Schriftsteller und Ehrenbürger der Stadt Düsseldorf, lebte und starb in Kaiserswerth im Haus Freiheit
- Hedda Eulenberg (1876–1960), Übersetzerin, lebte und starb in Kaiserswerth im Haus Freiheit
- Siegfried Graf von Lüttichau (1877–1965), Vorsitzender des Kaiserswerther Verbandes und Präsident der Kaiserswerther Generalkonferenz
- Friederich Werthmann (1927–2018), Bildhauer
- Wolfgang J. Mommsen (1930–2004), Historiker und Hochschullehrer, lebte in Kaiserswerth
- Bernd (1931–2007) und Hilla Becher (1934–2015) Begründer der Düsseldorfer Photoschule
- Margarethe von Trotta (* 1942), Schauspielerin, Regisseurin und Drehbuchautorin, legte 1960 ihr Abitur in Kaiserswerth ab
- Jean-Claude Bourgueil (* 1947), französischer Koch, betreibt seit 1977 das Restaurant Im Schiffchen
- Thomas Schönauer (* 1953), Bildhauer
- Sönke Wortmann (* 1959), Filmregisseur